# Every Little Thing She Does Is Magic
Every Little Thing She Does Is Magic ist ein Lied der britischen Rockband The Police, das im September 1981 erschien und als Single aus ihrem vierten Album Ghost in the Machine ausgekoppelt wurde.

## Entstehung
Geschrieben wurde das Lied alleine von Police-Mitglied Sting (Gordon Sumner). Obwohl das Lied 1981 aufgenommen wurde, schrieb Sting ihn bereits im Herbst 1976 vor der Gründung von The Police. Ein Aufnahme des Songs findet sich auf dem Strontium 90-Album Police Academy. Sting nahm das Lied alleine auf; er nutzte eine Akustikgitarre, eine Bassgitarre, eine afrikanische Trommel und einen 4-Spur-Rekorder. Eine zweite Demoaufnahme wurde im Januar 1981 im Le Studio in Kanada aufgenommen:

„Dies wurde zuerst als Demo mit dem Klavier-Thema in einem Studio in Montreal aufgenommen. Ich hatte den Song lange vor dem Erfolg von The Police geschrieben, aber er schien der Band anfangs etwas zu soft zu sein. Aber das Demo war wirklich großartig. Es klang für mich wie ein Nummer-1-Song. Ich nahm ihn mit zur Band, die zurückhaltend war und immer noch dachte, er sei zu weich. Ich sagte: ‚Aber hör mal, das ist ein Hit.‘ Wir versuchten, es als Police von Grund auf neu zu machen, aber es hatte nicht die gleiche Energie wie das Demo. Nach einigem Haareraufen und Quälen meinerseits brachte ich die Band dazu über das Demo zu spielen.“

Der Klavierpart wurde vom Session-Keyboarder Jean Roussel hinzugefügt, den Sting gegen den Willen seiner Bandkollegen Stewart Copeland und Andy Summers einfliegen ließ, um bei der Neuaufnahme des Stücks zu helfen, während sie das Album Ghost in the Machine in Montserrat aufnahmen. Summers hatte das Gefühl, dass das Arrangement des Stücks nicht genug dem Stil von The Police entsprach und erinnerte sich: „Als Gitarrist sagte ich: 'Was zum Teufel ist das? Das ist nicht der Police-Sound.'“ und die Band versuchte, den Titel zu einem Police-Lied zu machen, indem sie verschiedene Arrangements ausprobierten, aber keiner von ihnen war überzeugend. Stewart Copeland erinnerte sich, dass er und Summers am Ende Stings Demo verwendeten:

„Ich erinnere mich, dass ich sagte: ‚Okay, leg das Original-Demo von Sting auf und ich zeige dir, wie mies es ist.‘ Also stand Sting vor mir und winkte mich durch. Ich machte nur einen Take, und das wurde die Platte. Dann machte Andy das Gleiche an der Gitarre. Wir stellten uns einfach der Musik, bissen in den sauren Apfel und benutzten Stings Arrangements und das Demo. Verdammt.“

Nachdem Sting alleine für die Komposition und den Liedtext verantwortlich war, bekam er bei der Produktion Unterstützung durch seine Bandkollegen und Hugh Padgham.

## Veröffentlichung
Die Erstveröffentlichung von Every Little Thing She Does Is Magic erfolgte als Single im September 1981 bei A&M Records. Diese erschien als 7″-Single mit der B-Seite Shambelle (Katalognummer: AMS 9170). Am 2. Oktober 1981 erschien das Lied als Teil des vierten Police-Studioalbums Ghost in the Machine (Katalognummer: AMLK 63 730), dessen zweite Singleauskopplung es ist. Zwei Wochen später erschien im Vereinigten Königreich eine Singleausführung mit der B-Seite Flexible Strategies (Katalognummer: AMS 8174). Diese B-Seite war Berichten zufolge ein improvisierter Jam, der als Antwort auf die Nachfrage der Plattenfirma nach einer B-Seite entstanden sei. Copeland sagte dazu: „Die Ansage kam von der Marketing-Maschinerie: ‚Erstelle eine B-Seite – heute!‘ Wir gingen zu den Instrumenten, schnallten uns an und spielten zehn Minuten lang. Eine Schande.“

## Inhalt
Im Refrain verwendete Sting, da er kein anderes Wort kannte, das sich auf „magic“ reimen würde, das Wort „tragic“. Copeland sagte über diesen Moment: „Ich erinnere mich, dass Sting jahrelang versuchte, einen Reim auf 'magic' zu finden, wie in 'Every Little Things She Does Is Magic'. Ich glaube, das einzige Wort, das ihm neben 'tragisch' einfiel, war 'pelagisch', was so viel bedeutet wie 'aufs Meer hinaus'. Da stand ich nun in meinen Lederhosen und mit meiner Punkfrisur und dachte über den Unterschied zwischen Fischen, die im Meer schwimmen, und solchen, die im Fluss schwimmen, nach.“ Dieser Moment wurde nach seiner Einschätzung von Gelehrten als ziemlich komisch empfunden.
Der Text der zweiten Strophe, “Do I have to tell the story / Of a thousand rainy days since we first met? / It’s a big enough umbrella / But it's always me that ends up getting wet”, wurde von Sting am Ende des Songs O My God, der auf dem nächsten Album der Band veröffentlicht wurde, erneut aufgenommen. Dieser Text wurde noch einmal in Seven Days auf Stings Soloalbum Ten Summoner’s Tales wiederholt. Später nahm er den Song in einer orchestralen Version für sein Album Symphonicities neu auf.

## Mitwirkende
- Stewart Copeland – Schlagzeug
- Jean Alain Roussel – Klavier
- Andy Summers – Gitarre
- Gordon Sumner (Sting) – Bassgitarre, Begleitgesang, Leadgesang

## Rezeption
Für Mike Howlett sei die Demoaufnahme aus dem Jahr 1981 „ein starkes Zeugnis des rohen, unverfälschten Talents, das Sting ausmacht.“
Chris True von Allmusic lobte den Text und bezeichnete das Stück als „Pop-Brillanz“.

## Kommerzieller Erfolg

### Chartplatzierungen
Every Little Thing She Does Is Magic avancierte zum Nummer-eins-Hit in Irland, Kanada, den Niederlanden und dem Vereinigten Königreich.
| ChartsChartplatzierungen       | Höchstplatzierung | Wochen |
| ------------------------------ | ----------------- | ------ |
| Deutschland (GfK)              | 21 (18 Wo.)       | 18     |
| Vereinigte Staaten (Billboard) | 3 (19 Wo.)        | 19     |
| Vereinigtes Königreich (OCC)   | 1 (13 Wo.)        | 13     |

| ChartsJahrescharts (1981)    | Platzierung |
| ---------------------------- | ----------- |
| Vereinigtes Königreich (OCC) | 42          |

| ChartsJahrescharts (1982)      | Platzierung |
| ------------------------------ | ----------- |
| Vereinigte Staaten (Billboard) | 79          |

### Auszeichnungen für Musikverkäufe
| Land/Region                  | Auszeichnungen für Musikverkäufe (Land/Region, Auszeichnung, Verkäufe) | Verkäufe |
| ---------------------------- | ---------------------------------------------------------------------- | -------- |
| Italien (FIMI)               | Gold                                                                   | 50.000   |
| Neuseeland (RMNZ)            | 2× Platin                                                              | 60.000   |
| Spanien (Promusicae)         | Gold                                                                   | 30.000   |
| Vereinigtes Königreich (BPI) | Platin                                                                 | 600.000  |
| Insgesamt                    | 2× Gold · 3× Platin ·                                                  | 740.000  |

Hauptartikel: The Police/Auszeichnungen für Musikverkäufe